# 광려중학교
광려중학교(匡廬中學校)는 대한민국 경상남도 창원시 마산회원구 내서읍 신감리에 있는 공립 중학교이다.

## 학교 연혁
- 2002년 8월 : 학교 신설 계획
- 2005년 12월 29일 : BTL (민간자본투여) 방식 착공
- 2007년 2월 26일 : 광려중학교 준공
- 2007년 3월 1일 : 광려중학교 개교
- 2022년 9월 1일 : 제6대 유배열 교장 취임
- 2023년 2월 3일 : 제14회 졸업장 수여식(졸업생 198명, 누계 3,128명)
- 2023년 3월 2일 : 제17회 입학식(175명)

## 참고 자료
- 광려중학교 - 한국교육학술정보원 학교알리미